# Distruzione (personaggio)
Distruzione (Destruction) è uno degli Eterni, i personaggi immaginari della serie a fumetti The Sandman di Neil Gaiman.

## Biografia del personaggio dentroThe Sandman
È il quarto più vecchio degli Eterni, ed è raffigurato come un uomo grosso con la barba e i capelli rossi (in qualche modo somigliante all'attore Brian Blessed; Gaiman affermò che avrebbe voluto che Blessed interpretasse Distruzione in un ipotetico film su Sandman). È anche noto come Olethros. In una comparsa ambientata alcuni secoli prima, fu raffigurato con indosso un'uniforme militare (somigliante a quella dei moschettieri, o ad un'armatura), anche se in tempi più recenti fu mostrato in vestiti più vivaci senza un tema particolare. Quando Delirio e Morpheus lo incontrarono nella settima raccolta della serie Brief Lives, doveva portare i suoi capelli stretti in una coda, e aveva con sé un cane parlante, Barnabas. Dato che abbandonò le sue responsabilità non esiste più un sigillo nelle gallerie per lui, anche se egli mantiene una sua galleria (dove c'è una spada, il suo sigillo). Il suo reame non è descritto nella serie.
Distruzione abbandonò il regno e le responsabilità in qualche periodo intorno al diciassettesimo secolo. La ragione di ciò fu l'insorgenza dell'Epoca della Ragione degli umani, che culminò infine nell'invenzione della bomba atomica. Distruzione non aveva voglia di essere responsabile per la distruzione che avrebbe causato, e quindi lasciò la famiglia. Non cessò di vivere come aspetto della Distruzione, semplicemente smise di dirigere gli affari su cui aveva controllo. Come disse, la distruzione non si arrestò, solo non era più colpa sua. Ciò fu mostrato nel personaggio Fenrir della serie Lucifer, che fu descritto come atto di distruzione; anche se non fu esplicito, fu postulato che ciò era la manifestazione del regno di Distruzione. Distruzione ha un ruolo di rilevanza in Brief Lives in cui i suoi fratelli Delirio e Morpheus decisero di andare a cercarlo. Quando finalmente si incontrarono non discussero, ma giunsero ad equivocarsi; la scelta di Distruzione fece sbalordire ed in un certo senso infuriare Morpheus, mentre Distruzione trovò difficile comprendere la posizione di suo fratello e si concentrò sull'impartirgli un po' di saggezza nella necessità di cambiare e conoscere sé stesso. Delirio voleva semplicemente che suo fratello ritornasse; dipendeva dai suoi fratelli per il supporto, in particolare i suoi fratelli maggiori. Alla fine, Distruzione semplicemente se ne andò, mettendo la sua spada in un fagotto, camminando verso il cielo e scomparendo.
Distruzione è ossessionato da sé stesso nel senso positivo del termine; dopo aver abbandonato le sue responsabilità si concentrò sul tentativo di sapere di più a proposito della sua natura ed esercitare il controllo su di essa. Ciò si manifestò in un tentativo di sovvertire la sua stessa natura essenziale e creare invece di distruggere; lo si vide in vari momenti scrivere poesie indifferenti, dipingere disegni indifferenti, cucinare un cibo lasciato intoccato per coloro per cui fu preparato, e preparò del caffè turco che Delirio non bevve nel modo corretto. Numerosi personaggi si riferirono a lui come ad un orribile artista. Era come se Distruzione fosse ispirato dalla suggestione di Morte secondo cui tutti possono sapere tutto. Disse a Sogno in Brief Lives che ogni Eterno è in realtà un signore dell'opposto: vita e morte, sogno e realtà, distruzione e creazione, destino e libertà, ecc. Ciò può indicare che Distruzione, come accade ai mortali, gli sia venuta, una crisi esistenziale molto profonda.
Come aspetto del cambiamento, Distruzione previde anche l'eventualità di fallimento e di rimpiazzo di suo fratello Sogno nella sua interazione. Fu Distruzione, infatti, che disse ad Orfeo che Morte conosceva per lui un modo per visitare l'aldilà, cosa che mise in moto una catena di eventi che portò alla fine di Sogno.
Successivamente, per un evento non mostrato, Morte resterà molto arrabbiata con lui, poiché Distruzione ha scelto l'Eternità Infinita.

## Endless Nights
Ricomparve nel sequel di The Sandman Endless Nights, nella storia Destruction - On The Peninsula, dove lo si vede guidare e fare da balia a Delirio dopo un crollo mentale, ed assisterla nello scavo di un sito che potesse contenere le reliquie di un possibile futuro. Quando riapparve più avanti nel fumetto, fu durante la storia Destiny - Endless Nights. La sua statua nel giardino di Destino è in linea con la statua degli altri Eterni, guardando la direzione opposta, come a rappresentare la sua avversione ai princìpi e alle obbligazioni, e la reclusione dai suoi fratelli, e il suo sigillo e il suo ritratto (il quarto in ordine cronologico) nella galleria di Destino furono coperti con un drappo.